# Aldeadávila de la Ribera
Aldeadávila de la Ribera är en kommun i Spanien.   Den ligger i provinsen Provincia de Salamanca och regionen Kastilien och Leon, i den nordvästra delen av landet, 260 km väster om huvudstaden Madrid. Antalet invånare är 1 364.